# انوکسولون
انوکسولون یا اسید گلیسیریتینیک به انگلیسی: (Enoxolone)، دارویی گیاهی است که در درمان برخی التهابات پوستی، آفتاب‌سوختگیها، اگزما و .... به کار برده می‌شود.
رده درمانی: ضد التهاب.
اشکال دارویی: پماد جلدی ۱۵ گرمی.

## ترکیبات مؤثر
هر پماد ۱۵ گرمی انوکسولون حاوی ۲٪ از این ماده می‌باشد که از گیاه شیرین بیان به دست می‌آید

## مکانیسم اثر
اسید گلیسیریتینیک دارای شباهت ساختمانی با هیدروکورتیزون می‌باشد، اما مکانیسم اثر این دو دارو احتمالاً با یکدیگر مشابه نیست و به لحاظ اثر ضدّ التهابی و ضدّ تورمی تفاوتهایی با یکدیگر دارند. مطالعات انجام شده نشان داده‌است که گلیسیرتینیک اسید نسبت به اتصال با گیرنده‌های گلوکوکورتیکوئیدی و مینرالوکورتیکوئیدی تمایل نسبی دارد و احتمالاً با تاثیر بر این گیرنده‌ها، روی فعالیت استروئیدهای آندوژن تاثیر می‌نماید.
همچنین این ترکیبات با وقفه عمل آنزیم ۱۱بتا هیدروکسی استروئید (۱۱-Beta Hydroxy steroid) در کبد و کلیه از تبدیل کورتیزول به کورتیزون غیر فعال جلوگیری می‌کنند. همچنین ترکیبات موجود در عصاره شیرین بیان با ایجاد وقفه در عمل آنزیم‌های لیپواکسیژناز و سیکلو اکسیژناز موجب کاهش فعالیت اسید آراشیدونیک می‌گردند.

## موارد مصرف
انوکسولون در درمان التهابات پوستی و بویژه در موارد زیر بکار می‌رود:
- درمان التهاب و قرمزی پوست شیرخواران و نوزادان ناشی از تماس پوست با ادرار یا همان:ادرار سوختگی.
- درمان التهاب و قرمزی پوست در اثر آفتاب‌سوختگی.
- درمان اگزماهای ملایم و خفیف، حتی در سطح صورت، پلکها و اطراف دهان.
- درمان خارش ناشی از نیش حشرات، خارش‌های انگلی یا خارش دستگاه تناسلی در زنان.

## طریقه مصرف
- در بالغین و کودکان: پس از تمیز کردن پوست روزی ۲ تا ۴ بار لایه نازکی از پماد روی موضع مالیده می‌شود.

## موارد احتیاط و منع مصرف
- داروی انوکسولون (پماد) را در زخمهای عفونی و عفونت‌های پوستی نباید مصرف نمود.
- در مورد پوست نوزادان، نباید این پماد را روی مخاط و پوستی که هنوز لایهٔ خارجی آن تشکیل نشده‌است، استفاده کرد.
- مصرف طولانی مدت این دارو توصیه نمی‌شود.
- در حاملگی، شیردهی و کودکان زیر ۲ سال، ممنوعیت خاصی ذکر نگردیده‌است.
- به علت ایجاد حساسیت در اثر تماس با انوکسولون، این دارو نباید به مدت طولانی و روی سطح وسیعی از پوست استفاده شود.
- از استعمال پماد در چشم و اطراف آن خودداری شود

## عوارض جانبی
در صورت مصرف دارو به مدت طولانی و در سطح وسیع و آسیب دیدهٔ پوست احتمال بروز علائم مینرالوکورتیکوییدی وجود دارد.